# Seznam visokih šol v Sloveniji
Seznam visokih šol v Sloveniji.

## E
- ERUDIO Izobraževalni center (samostojni visokošolski zavod)

## G
- GEA College - Visoka šola za podjetništvo (samostojni visokošolski zavod)

## T
- Turistica – Visoka šola za turizem Portorož (Univerza na Primorskem)

## V
- Visoka komercialna šola Celje (samostojni visokošolski zavod)
- Visoka poslovna šola Doba Maribor (samostojni visokošolski zavod)
- Visoka šola za dizajn v Ljubljani (samostojni visokošolski zavod)
- Visoka šola za hotelirstvo in turizem Bled (samostojni visokošolski zavod)
- Visoka šola za računovodstvo (samostojni visokošolski zavod)
- Visoka šola za storitve (samostojni visokošolski zavod)
- Visoka šola za tehnologije in sisteme (samostojni visokošolski zavod)
- Visoka šola za tehnologijo polimerov (samostojni visokošolski zavod)
- Visoka šola za upravljanje in poslovanje v Novem mestu (samostojni visokošolski zavod)
- Visoka šola za varstvo okolja (samostojni visokošolski zavod)
- Visoka šola za vinogradništvo in vinarstvo (Univerza v Novi Gorici)
- Visoka šola za umetnost (Univerza v Novi Gorici)
- Visoka šola za zdravstveno nego Jesenice  (samostojni visokošolski zavod)
- Visoka šola za zdravstvo Izola (Univerza na Primorskem)
- Visoka šola za zdravstvo Novo mesto (samostojni visokošolski zavod)
- Visoka šola za zdravstvo (Univerza v Ljubljani)
- Visoka zdravstvena šola v Celju
- Visokošolsko središče Sežana (samostojni visokošolski zavod)

## Š
- Šola za risanje in slikanje (samostojni visokošolski zavod)